# Nasum
Nasum — шведская грайндкор-группа, образованная в 1992 году в городе Эребру. Основателями являются гитарист Андерс Якобсон и вокалист и ударник Рикард Алрикссон. На данный момент в дискографии группы имеются четыре студийных альбома, три мини-альбома, девять сплит-альбомов, концертный альбом и один сборник. В 2005 группа распалась из-за смерти гитариста и вокалиста Мешко Талярчика, который погиб во время цунами в Таиланде, но в 2012 году группа воссоединилась для тура в честь её 20-летия. В качестве вокалиста был приглашен участник финской грайндкор-группы Rotten Sound Кейхо Ниинимаа.

## Участники группы

### Последний состав
- Андерс Якобсон — бас-гитара (1992—1994), гитара (1992—1996), ударные (1996—2005, 2012)
- Йеспер Ливерёд — бас-гитара (1999—2003, 2012)
- Йон Линдквист — бас-гитара (2003—2005), гитара (2012)
- Урбан Скутт — гитара (2003—2005, 2012)

### Бывшие участники
- Рикард Алрикссон — ударные, вокал (1992—1995)
- Мешко Талярчик — гитара (1993—2004), бас-гитара (1994—1999), вокал (1996—2004)

### Сессионные участники
- Кейхо Ниинимаа — вокал (2012)

## Дискография

### Студийные альбомы
- 1998 — Inhale/Exhale[1][2]
- 2000 — Human 2.0[3]
- 2003 — Helvete[4][5]
- 2004 — Shift[6]

### Мини-альбомы
- 1995 — Industrislaven
- 1997 — World in Turmoil
- 1998 — Cover

### Сборники
- 2006 — Grind Finale[7]

### Концертные альбомы
- 2008 — Doombringer[8]

### Демоальбомы
- 1994 — Domedagen

### Сплит-альбомы
- 1993 — «Who Shares the Guilt? / Blind World» (сплит с Agathocles)
- 1994 — «Grindwork» (сплит с Retaliation, Clotted Symmetric Sexual Organ и Vivisection)
- 1996 — «Smile When You’re Dead / Fuego y Azufre!» (сплит с Psycho)
- 1998 — «Regressive Hostility» (сплит с Irritate, Autoritär, Denak, Slight Slappers и Cardioid)
- 1998 — «Religion Is War / The Black Illusions» (сплит с Abstain)
- 1999 — «The Nasum / Warhate Campaign» (сплит с Warhate)
- 2000 — «Untitled / Dogma II: Colorless Green Ideas Sleep Furiously [24-31]» (сплит с Asterisk)
- 2002 — «Skitsystem / Nasum» (сплит с Skitsystem)
- 2009 — «Live in Japan — Grind Kaijyu Attack!» (сплит с Napalm Death)